# Conospermum crassinervium
Conospermum crassinervium är en tvåhjärtbladig växtart som beskrevs av Meissn.. Conospermum crassinervium ingår i släktet Conospermum och familjen Proteaceae. Inga underarter finns listade i Catalogue of Life.